# Iwaki Sadataka
Iwaki Sadataka (岩城 貞隆?; 1583 – 13 novembre 1620) fu un daimyō giapponese dei periodi Sengoku ed Edo, servitore del clan Satake.

## Biografia
Figlio di Satake Yoshishige, venne adottato da Iwaki Tsunetaka (1566-1590) per succedere alla guida del clan. Gli venne assegnato il castello di Iwakidaira (Mutsu) e il feudo annesso con un valore di 180 000 koku. Allo scoppio della battaglia di Sekigahara, sebbene il clan Iwaki sostenesse l'esercito orientale di Tokugawa Ieyasu, il clan Satake rimase neutrale e Iwaki Sadataka obbedì agli ordini del fratello maggiore, Satake Yoshinobu, di non attaccare le forze di Uesugi Kagekatsu nel dominio di Aizu, schierandosi formalmente con la coalizione occidentale. Di conseguenza, dopo la vittoria Tokugawa, Sadataka fu punito con la confisca dei suoi domini.
Tuttavia nel 1602 venne trasferito nel feudo di Kameda (Dewa, 20 000) koku, dove i suoi discendenti rimasero fino alla restaurazione Meiji.